# Dennis Taylor/Erfolge

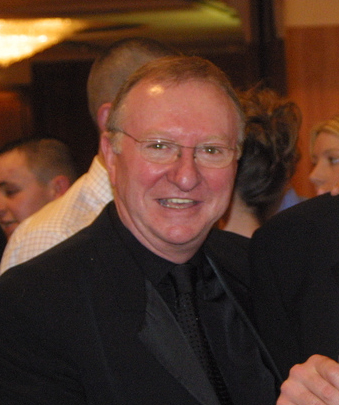
Dennis Taylor im Jahre 2004

Diese Liste führt die sportlichen Erfolge des Snookerspielers Dennis Taylor auf. Der Nordire Taylor war zwischen 1972 und 2000 Profispieler und gewann in dieser Zeit 24 Turniere und stand bei 25 weiteren im Finale beziehungsweise auf dem zweiten Platz. Zu seinen wichtigsten Erfolgen zählen der Gewinn der Snookerweltmeisterschaft 1985 mit einem als black ball final bekannten 18:17-Sieg über Steve Davis sowie der Gewinn des Masters 1987. Allerdings blieb ihm der Gewinn der UK Championship, des dritten Triple-Crown-Turnieres, verwehrt.
Nach einigen Amateurerfolgen und einem Umzug aus Nordirland ins englische Blackburn wurde Taylor 1972 Profispieler und erreichte bereits 1974 bei den Canadian Open sowie 1975 beim Pot Black seine ersten Endspiele. In den folgenden Jahren stieg Taylor nach und nach zu einem Spieler der Weltspitze auf, sodass er bei der Einführung der Weltrangliste 1976 bereits in den ersten zehn Plätzen rangierte. Im Jahr 1979 folgte sein erster Karrierehöhepunkt, als er das Finale der Snookerweltmeisterschaft erreichte und in diesem dem Debütanten Terry Griffiths unterlag.
Doch trotz seiner Erfolge dauerte es bis 1980, bis Taylor bei der Irish Professional Championship gegen Alex Higgins sein erstes Turnier gewann. Trotz weiterer Finalsiege und -teilnahmen in den folgenden Jahren rutschte Taylor auf der Weltrangliste jedoch aus den ersten zehn Plätzen mangels weiterer Erfolge bei Ranglistenturnieren heraus. Doch nach dem Tod seiner Mutter im Jahr 1984 gelang es Taylor, beim Grand Prix sein erstes dieser Turniere zu gewinnen, bevor er zum Ende dieser Saison das Finale der Snookerweltmeisterschaft erreichte. In diesem lag er zeitweise bereits mit 0:8 gegen Steve Davis zurück, doch Taylor schaffte das Comeback und es zusätzlich in den Decider, den entscheidenden, letzten Frame. In diesem gipfelte die Entscheidung in der allerletzten Schwarzen, die Taylor nach mehreren Safetys versenkte und somit das später als black ball final bekannt gewordene Endspiel gewann.
In den folgenden Jahren gelangen Taylor zahlreiche Siege bei Einladungsturnieren sowie zwei weitere Endspielteilnahmen beim Grand Prix, doch nach einem Sieg beim Masters 1987 und mehreren Titeln beim World Cup verabschiedete sich Taylor langsam aus der Weltspitze. Nachdem er 1990 nochmals bei den Asian Open ein Ranglistenturnierfinale erreicht hatte, nahm er 1995 im Rahmen der Charity Challenge letztmals an einem professionellen Endspiel teil. Fünf Jahre später, zum Ende der Saison 1999/2000, beendete der Nordire seine professionelle Karriere, in deren Anschluss er als Snooker-Kommentator für die BBC in Erscheinung trat.

## Ranglistenpositionen und Erfolge bei der Triple Crown
Die folgende Tabelle zeigt Taylors Weltranglistenpositionen sowie seine Ergebnisse in den jeweils verlinkten Ausgaben der Triple-Crown-Turniere.
| Turnier                          | 1972/ 73          | 1973/ 74          | 1974/ 75          | 1975/ 76          | 1976/ 77          | 1977/ 78 | 1978/ 79 | 1979/ 80 | 1980/ 81 | 1981/ 82 | 1982/ 83 | 1983/ 84 | 1984/ 85 | 1985/ 86 | 1986/ 87 | 1987/ 88 | 1988/ 89 | 1989/ 90 | 1990/ 91 | 1991/ 92 | 1992/ 93 | 1993/ 94 | 1994/ 95 | 1995/ 96 | 1996/ 97 | 1997/ 98 | 1998/ 99 | 1999/ 2000 | Gesamt TS / TN |
| -------------------------------- | ----------------- | ----------------- | ----------------- | ----------------- | ----------------- | -------- | -------- | -------- | -------- | -------- | -------- | -------- | -------- | -------- | -------- | -------- | -------- | -------- | -------- | -------- | -------- | -------- | -------- | -------- | -------- | -------- | -------- | ---------- | -------------- |
| \| Weltrangliste WRL \| AP EP \| | k. R.             | k. R.             | k. R.             | 9                 | 9                 | 4        | 8        | 2        | 6        | 5        | 13       | 13       | 11       | 4        | 3        | 8        | 10       | 8        | 10       | 9        | 11       | 15       | 24       | 32       | 26       | 34       | 52       | 88         | Gesamt TS / TN |
| Triple-Crown-Turniere            |                   |                   |                   |                   |                   |          |          |          |          |          |          |          |          |          |          |          |          |          |          |          |          |          |          |          |          |          |          |            |                |
| UK Championship                  | nicht ausgetragen | nicht ausgetragen | nicht ausgetragen | nicht ausgetragen | nicht ausgetragen | AF       | AF       | HF       | VF       | AF       | AF       | AF       | AF       | HF       | AF       | R2       | AF       | AF       | R1       | R2       | R2       | R2       | R2       | AF       | R2       | R2       | QR       | QR         | 0 / 23         |
| Masters                          | n. a.             | n. a.             | –                 | R1                | R1                | VF       | –        | VF       | R1       | R1       | –        | AF       | AF       | VF       | S        | AF       | AF       | AF       | AF       | AF       | AF       | VF       | –        | –        | –        | –        | –        | –          | 1 / 17         |
| Weltmeisterschaft                | R1                | R1                | HF                | VF                | HF                | AF       | F        | AF       | VF       | R1       | AF       | HF       | S        | R1       | AF       | AF       | AF       | R1       | VF       | R1       | VF       | R1       | QR       | QR       | QR       | QR       | QR       | QR         | 1 / 28         |
| Weltrangliste WRL                | AP EP             |                   |                   |                   |                   |          |          |          |          |          |          |          |          |          |          |          |          |          |          |          |          |          |          |          |          |          |          |            |                |

| Legende | Legende                               |
| ------- | ------------------------------------- |
| S       | Sieger                                |
| F       | Finalist                              |
| HF      | Halbfinalist                          |
| VF      | Viertelfinalist                       |
| AF      | Achtelfinalist                        |
| LX      | Niederlage in der Runde der letzten X |
| RX      | Niederlage in Runde X                 |
| WR      | Niederlage in der Wildcardrunde       |
| QR      | Niederlage in der Qualifikation       |
| NQ      | Nicht qualifiziert                    |
| –       | nicht teilgenommen                    |
| –       | keine Weltranglistenplatzierung       |
| n. a.   | nicht ausgetragen                     |
| k. R.   | keine Rangliste                       |
| TS / TN | Turniersiege / Teilnahmen             |
| AP      | Ranglistenposition am Saisonbeginn    |
| EP      | Ranglistenposition am Saisonende      |

## Übersicht über die Finalteilnahmen
Während seiner gesamten Karriere gelangen Taylor 49 Einzüge in Endspiele beziehungsweise Endpositionen auf Rang zwei. In 24 Fällen konnte er das Endspiel für sich gewinnen, in 25 weiteren Fällen verlor er allerdings oder belegte lediglich Rang zwei der Gruppe.

### Ranglistenturniere
Insgesamt nahm Taylor an sechs Endspielen von Ranglistenturnieren teil, von denen er allerdings lediglich zwei gewinnen konnte. Jeweils ein Sieg und eine Niederlage entfielen auf ein Turnier der Triple Crown.
Farbbedeutungen: Turnier der Triple Crown
| Ergebnis | Jahr | Turnier                  | Gegner im Finale | Endstand |
| -------- | ---- | ------------------------ | ---------------- | -------- |
| Finalist | 1979 | Snookerweltmeisterschaft | Terry Griffiths  | 16:24    |
| Sieger   | 1984 | Grand Prix               | Cliff Thorburn   | 10:2     |
| Sieger   | 1985 | Snookerweltmeisterschaft | Steve Davis      | 18:17    |
| Finalist | 1985 | Grand Prix               | Steve Davis      | 9:10     |
| Finalist | 1987 | Grand Prix               | Stephen Hendry   | 7:10     |
| Finalist | 1990 | Asian Open               | Stephen Hendry   | 3:9      |

### Einladungsturniere
Bei Einladungsturnieren, also bei Turnieren, deren Teilnehmer vom Veranstalter zur Teilnahme eingeladen wurden und die somit nicht für alle Spieler zugänglich waren, erreichte Taylor insgesamt 21 Mal das Finale, wobei er genau zehn dieser Spiele für sich entscheiden konnte. Einer der Siege fand zudem beim Triple-Crown-Turnier Masters statt.
Farbbedeutungen: Turnier der Triple Crown
| Ergebnis | Jahr | Turnier                             | Gegner im Finale | Endstand  |
| -------- | ---- | ----------------------------------- | ---------------- | --------- |
| Finalist | 1975 | Pot Black                           | Graham Miles     | 27:81 1   |
| Finalist | 1976 | Pot Black                           | John Spencer     | 42:69 1   |
| Finalist | 1980 | Tolly Cobbold Classic               | Alex Higgins     | 4:5       |
| Finalist | 1980 | Australian Masters                  | John Spencer     | unbekannt |
| Finalist | 1980 | Classic                             | Steve Davis      | 1:4       |
| Finalist | 1982 | Tolly Cobbold Classic               | Steve Davis      | 3:8       |
| Sieger   | 1984 | Costa Del Sol Classic               | Mike Hallett     | 5:2       |
| Sieger   | 1985 | Canadian Masters                    | Steve Davis      | 9:5       |
| Sieger   | 1985 | KitKat Break for World Champions    | Steve Davis      | 9:5       |
| Sieger   | 1986 | Australian Masters                  | Steve Davis      | 3:2       |
| Finalist | 1986 | Malaysian Masters                   | Jimmy White      | 1:2       |
| Finalist | 1986 | Hong Kong Masters                   | Willie Thorne    | 3:8       |
| Sieger   | 1986 | Carlsberg Challenge                 | Jimmy White      | 8:3       |
| Sieger   | 1987 | Masters                             | Alex Higgins     | 8:9       |
| Sieger   | 1987 | Tokyo Masters                       | Terry Griffiths  | 6:3       |
| Sieger   | 1987 | Carling Championship                | Joe Johnson      | 8:5       |
| Sieger   | 1987 | Matchroom Professional Championship | Willie Thorne    | 10:3      |
| Sieger   | 1987 | Canadian Masters                    | Jimmy White      | 9:7       |
| Finalist | 1988 | Matchroom Professional Championship | Steve Davis      | 7:10      |
| Finalist | 1990 | Irish Masters                       | Dennis Taylor    | 9:4       |
| Finalist | 1995 | Charity Challenge                   | Stephen Hendry   | 1:9       |

### Non-ranking-Turnieren
Bei sogenannten Non-ranking-Turnieren – also Turnieren, deren Ergebnisse ebenso wie die der Einladungsturniere nicht in die Weltrangliste einflossen und ebenso teils über ein eingeladenes Teilnehmerfeld verfügten – erreichte Taylor dreizehn Mal das Finale, wobei er mit sieben Siegen knapp über die Hälfte der Partien für sich entscheiden konnte.
| Ergebnis | Jahr | Turnier                         | Gegner im Finale | Endstand |
| -------- | ---- | ------------------------------- | ---------------- | -------- |
| Finalist | 1974 | Canadian Open                   | Cliff Thorburn   | 6:8      |
| Finalist | 1978 | Irish Professional Championship | Alex Higgins     | 7:21     |
| Sieger   | 1980 | Irish Professional Championship | Alex Higgins     | 21:15    |
| Finalist | 1980 | Pontins Camber Sands            | Alex Higgins     | 7:9      |
| Sieger   | 1981 | Irish Professional Championship | Patsy Fagan      | 22:21    |
| Finalist | 1981 | International Open              | Steve Davis      | 0:9      |
| Sieger   | 1982 | Irish Professional Championship | Alex Higgins     | 16:13    |
| Finalist | 1983 | Irish Professional Championship | Alex Higgins     | 11:16    |
| Sieger   | 1985 | Irish Professional Championship | Alex Higgins     | 10:5     |
| Sieger   | 1985 | Thailand Masters                | Terry Griffiths  | 4:0      |
| Sieger   | 1986 | Irish Professional Championship | Alex Higgins     | 10:7     |
| Sieger   | 1987 | Irish Professional Championship | Joe O’Boye       | 9:2      |
| Finalist | 1988 | Irish Professional Championship | Jack McLaughlin  | 4:9      |

### Ligaturniere
Bei Ligaturnieren, also Turnieren, die in diesem Falle ausschließlich in einem Round-Robin-Modus ausgetragen wurden, belegte Taylor zwei Mal den zweiten Platz.
| Ergebnis | Jahr | Turnier                     | Erstplatzierter | Endstand der Partie der beiden Spieler |
| -------- | ---- | --------------------------- | --------------- | -------------------------------------- |
| Finalist | 1979 | Bombay International        | John Spencer    | 6:5                                    |
| Finalist | 1984 | Professional Snooker League | John Virgo      | 4:6                                    |

### Teamwettbewerbe
In Teamwettbewerben erreichte Taylor insgesamt fünf Endspiele, von denen er mit seinen Teamkollegen drei gewinnen konnte.
| Ergebnis | Jahr | Turnier                    | Teampartner                | Gegner im Finale                           | Endstand |
| -------- | ---- | -------------------------- | -------------------------- | ------------------------------------------ | -------- |
| Sieger   | 1985 | World Cup                  | Alex Higgins Eugene Hughes | Steve Davis Tony Knowles Tony Meo          | 9:7      |
| Sieger   | 1986 | World Cup                  | Alex Higgins Eugene Hughes | Cliff Thorburn Kirk Stevens Bill Werbeniuk | 9:7      |
| Sieger   | 1987 | World Cup                  | Alex Higgins Eugene Hughes | Cliff Thorburn Kirk Stevens Bill Werbeniuk | 9:2      |
| Zweiter  | 1987 | World Doubles Championship | Cliff Thorburn             | Mike Hallett Stephen Hendry                | 8:12     |
| Zweiter  | 1990 | World Cup                  | Alex Higgins Tommy Murphy  | Cliff Thorburn Alain Robidoux Bob Chaperon | 5:9      |

### Amateurturniere
Taylor erreichte während seiner gesamten Karriere lediglich zwei Mal das Finale eines Amateurturnieres, das er allerdings jeweils gewinnen konnte.
| Ergebnis | Jahr | Turnier                                          | Gegner im Finale | Endstand  |
| -------- | ---- | ------------------------------------------------ | ---------------- | --------- |
| Sieger   | 1968 | Nationale U19-Meisterschaft im English Billiards | Dave Burgess     | unbekannt |
| Sieger   | 1980 | Pontins Camber Sands Open                        | Geoff Foulds     | 7:5       |